# Gobano
Gobano (Irlanda, ... – 670) è stato un monaco cristiano irlandese, venerato come santo dalla Chiesa cattolica.

## Biografia
Nato in Irlanda, Gobano è stato ordinato sacerdote nella sua terra natale. Poi divenne un monaco e discepolo di San Furseo a Burgh Castle nel Norfolk. Ha accompagnato il suo abate nella sua missione di evangelizzare l'Anglia Orientale. Entrambi i santi, poi si trasferirono in Francia. Per un breve periodo Gobano visse a Corbeny, prima che l'abbazia fu costruita, e in seguito si stabilirono insieme come eremiti a Laon in Neustria. 
Gobano si ritirò nella foresta nell'Oise, dove fondò una chiesa dedicata a San Pietro, su un terreno donatogli dal re Clotario III.
Gobano, nel 670, fu decapitato dai ladri in un luogo conosciuto come Le Mont d'Hermitage e poi rinominato Saint-Gobain. Il monaco venne sepolto nella chiesa che aveva fondato e che fu rinominata in suo onore.

## Culto
Secondo il Martirologio Romano, il giorno dedicato al santo è il 20 giugno:
(Martirologio Romano)
San Gobano d'Irlanda è venerato a Saint-Gobain in Francia e Burgh Castle in Gran Bretagna.
Le sue reliquie sono state perse durante la Guerra dei Trent'anni, fatta eccezione per la testa che è ancora nella sua chiesa a Saint-Gobain.
Nell'arte, San Gobano è rappresentato come un monaco benedettino in paramenti da messa con un libro e una spada.